# Хришћанско-социјална унија Баварске
Хришћанско-социјална унија Баварске (  — CSU) је конзервативна политичка странка десног центра у Немачкој, која делује искључиво у савезној држави Баварској.

## Историја
Настала као својеврсна наследница Баварске народне странке у Вајмарском периоду, врло брзо се наметнула као савезник Хришћанској демократској унији (ХДУ) која је деловала у остатку Немачке. Једино за време покрајинских избора у Саарланду године 1957. су се кандидати ХСУ такмичили против ХДУ. Након тог времена ХДУ и ХСУ делују у унији и имају заједнички клуб у Бундестагу познат као ХДУ/ХСУ. Франц Јозеф Штраус је био председник странке од 1961. до 1988. године и остао је најпопуларнији политичар те странке.
Странка је, с обзиром на верски састав становништва у Баварској, далеко је ближа Римокатоличкој цркви од ХДУ и често се сматра далеко конзервативнијом у многим друштвеним питањима. С друге стране, то је делимично и разлогом зашто има далеко верније гласачко тело.
Чланица је Европске народне партије и Међународне демократске уније.